# کستیون شمالی
کستیون شمالی (به انگلیسی: North Kesteven) یک منطقهٔ مسکونی در بریتانیا است که در لینکلن‌شر واقع شده‌است.